# Dropull i Poshtëm
Dropull i Poshtëm (řecky: Κάτω Δρόπολις, Kato Dropolis) je obec v okresu Gjirokastër, kraji Gjirokastër, jižní Albánii.